# میادا، ناگانو
میادا، ناگانو (به لاتین: Miyada, Nagano) یک منطقهٔ مسکونی در ژاپن است که در Kamiina District واقع شده‌است. میادا ۵۴٫۵۰ کیلومترمربع مساحت و ۸٬۸۳۱ نفر جمعیت دارد.

## خواهرخوانده
شهر تاهارا، آیچی خواهرخواندهٔ میادا، ناگانو هست.